# Estatua del jugador de hockey
La Estatua del jugador de hockey es una escultura ubicada en Championship Plaza, adyacente al Prudential Center en Newark (Estados Unidos), sede del equipo de hockey Diablos de Nueva Jersey, instalada en 2009. Titulado Stanley por el artista, ha sido conocido coloquialmente como Iceman, Man of Steel y Iron Man .

## Descripción
El trabajo de acero inoxidable de un jugador de hockey anónimo que realiza un slapshot mide 7 m de altura y pesa 3175 kg . Fue creado por Jon Krawczyk, nativo de Boonton Township y fanático de los Devils de toda la vida. Fue fabricado en su estudio de Malibú, California, y enviado a campo traviesa en tres secciones. Un sombrero y un disco de la Noche de Apertura del Prudential Center y una camiseta de Scott Stevens están encapsulados en el interior.
Sobre el trabajo, Krawczyk dijo que fue hecho de manera que pareciera bloques de hielo moldeados juntos. “Especialmente con el aspecto de acero inoxidable con las marcas de pulido, le da el aspecto que tiene el hielo cuando se rompe, y obtienes una calidad casi de diamante. Quería hacer algo donde tuvieras ese movimiento, y con luces cerca, la estatua cambia a medida que te mueves alrededor de ella. Quería tener tanto movimiento como fuera posible, sin dejar de ser una escultura sólida”.
Krawczyk también es el creador de otra estatua en el Prudential Center, The Salute, un homenaje a Martin Brodeur dedicado en 2016.